# Ezra Ted Newman

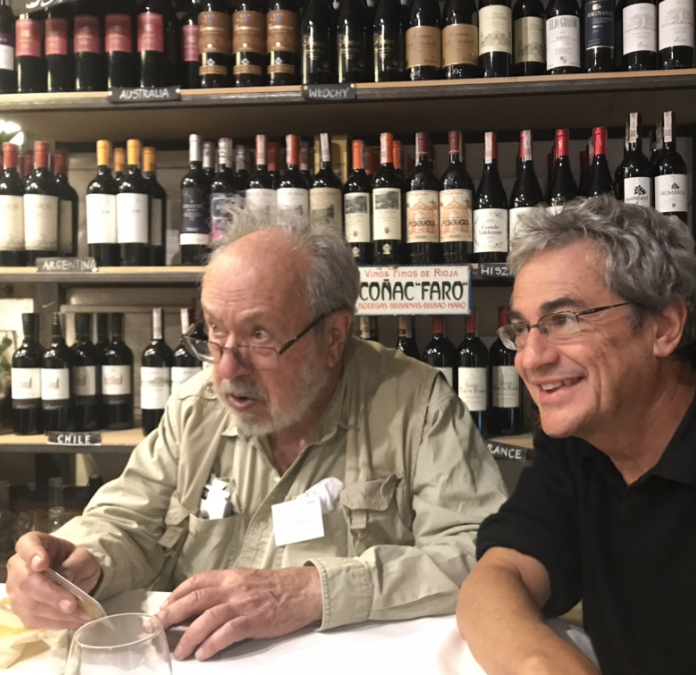
Ezra Ted Newman und Carlo Rovelli (2019)

Ezra Theodore Newman (* 17. Oktober 1929 in New York City; † 24. März 2021 in Pittsburgh) war ein US-amerikanischer Physiker, der sich mit Allgemeiner Relativitätstheorie (ART) beschäftigte.

## Werdegang
Newman besuchte die Bronx High School of Science, studierte an der New York University (Bachelor-Abschluss) und promovierte 1956 bei Peter Bergmann an der Syracuse University, einem der damaligen Zentrum des Studiums der ART in den USA. 1962 führte er dort mit Roger Penrose den Newman-Penrose-Formalismus ein. Dieser Formalismus erlaubt die Beschreibung von Gravitationswellen und weiterer Probleme der ART durch die Verwendung von Spinoren. Im darauf folgenden Jahr verallgemeinerte er in Zusammenarbeit mit Louis A. Tamburino (1936–2016) und Theodore W. Unti Abraham H. Taubs Lösung der einsteinschen Feldgleichungen zur Taub-NUT-Lösung. Die Abkürzung NUT steht dabei für die Namen Newman, Unti und Tamburino. 
Newman verallgemeinerte auch die 1963 von Roy Kerr gefundene  Kerr-Lösung zur Kerr-Newman Lösung. Die Kerr-Newman-Lösung beschreibt rotierende geladene schwarze Löcher. 
Newman war Professor an der University of Pittsburgh, wo er seit 1955 Mitglied der Fakultät war und zuletzt Professor Emeritus war. Zusätzlich war er auch Präsident der International Society for General Relativity and Gravitation. 2011 erhielt er den Einstein-Preis für Gravitationsphysik der American Physical Society.